# Trinkspruch

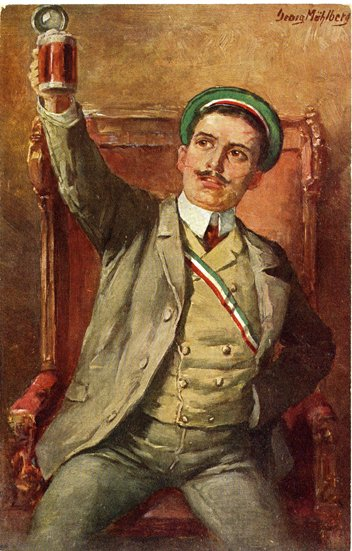
Georg Mühlberg: „Ein Prosit“ (um 1900), ein Verbindungsstudent beim Zuprosten auf einer Kneipe

Ein Trinkspruch wird in Gesellschaft, vor oder während des Anstoßens mit meist alkoholischen Getränken, in Form einer Rede oder in Versen ausgebracht. Seine Wurzeln lassen sich bis in die alten Religionen verfolgen: Schon das Trankopfer des Priesters wurde durch ein symbolisches Zum-Himmel-Erheben des Kelches und ein damit verbundenes Segenswort dargebracht. Die ältesten Prosits wurden zu Ehren von Göttern gehalten. Spezielle Formen des Trinkspruchs sind das Prosit und der Toast.

## Allgemein

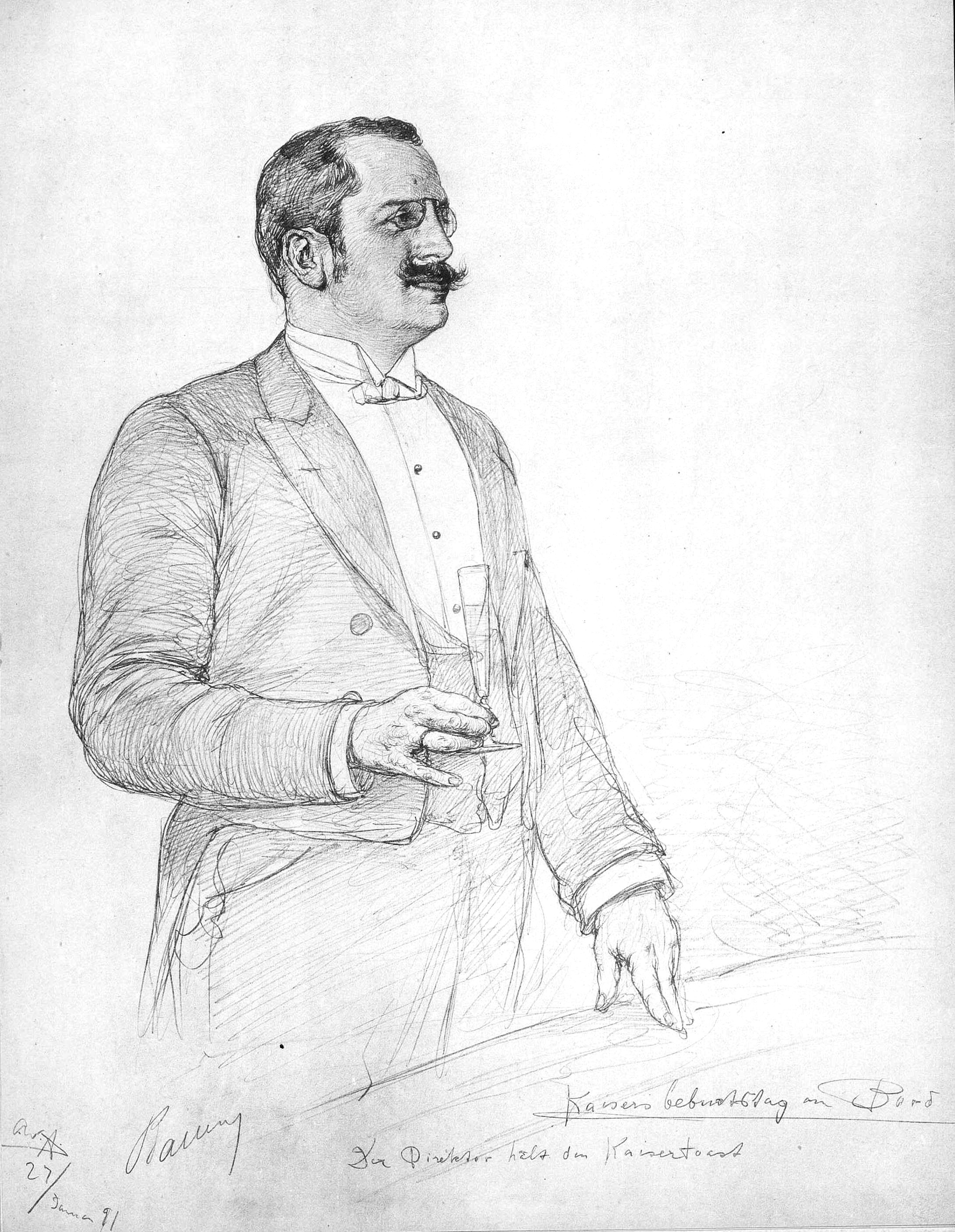
Albert Ballin bei einem Toast zu Ehren des Deutschen Kaisers

Trinksprüche können auf verschiedene Arten vorgetragen werden. Sie reichen bei monologischem Spruch von einer spontanen, prosaischen Rede über lyrische Prosa bis hin zur Lyrik. Zu lyrischen Trinksprüchen existieren teilweise Riten, die alle Mitglieder der anwesenden Gruppe zum Nach- oder Mitsprechen animieren sollen.
Dabei sind Art und Inhalt des Trinkspruchs abhängig vom kulturellen Hintergrund, dem Anlass der Versammlung sowie dem Maß der Vertrautheit unter den einzelnen Gruppenmitgliedern. Auch die Art der servierten Getränke kann bedeutend sein. Bei größeren Versammlungen oder weit entfernten Tischen wurde bisweilen auch ein Aufwärter bestellt, der die Trinksprüche der Herrschaften laut wiederholen musste.
In einigen Kulturen sind heute noch bei größeren Versammlungen eigene Tischmeister üblich, die vornehmlich für die Ausbringung von Trinksprüchen zuständig sind.

## Formen

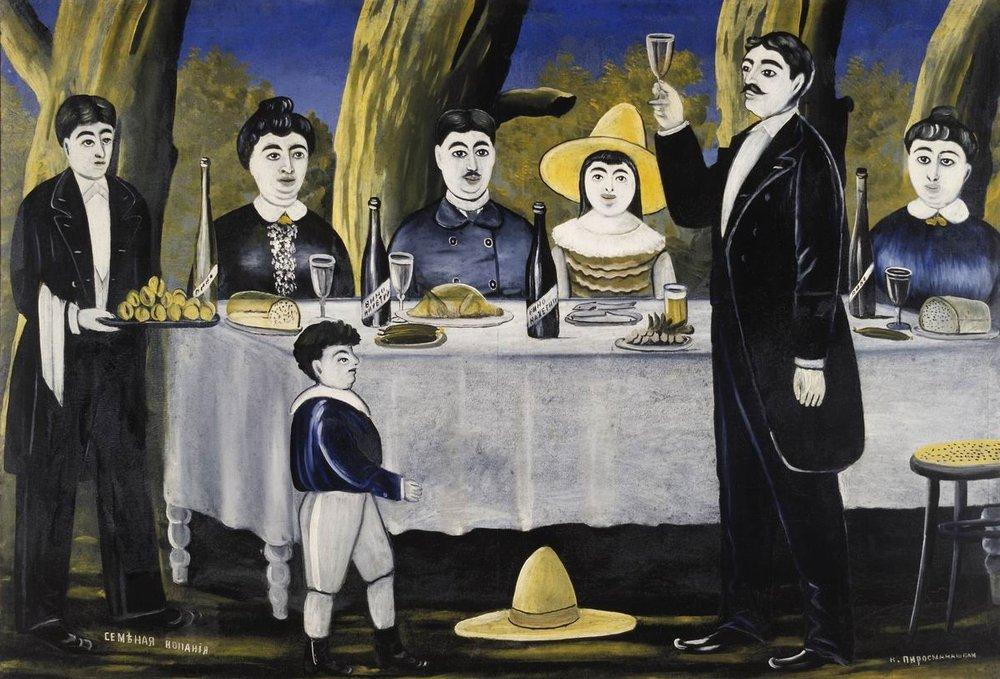
Niko Pirosmani: Trinkspruch beim Familienfest. Um 1900

### Als Rede
Die freie Rede ist die wahrscheinlich älteste Art des Trinkspruchs. Dabei hat besonders hierbei jeder Kulturkreis seine eigenen Rituale. Grundsätzlich ist allen formellen Trinksprüchen gleich, dass sie den Gästen, dem Gastgeber oder einer anderen Person Ehre, Dankbarkeit und Zuvorkommenheit zuteilwerden lassen wollen. In diesem Fall ist der Trinkspruch gleichbedeutend mit einem Toast.
Der Länge des Trinkspruchs sind keine Grenzen gesetzt. Mitunter werden Toasts verfasst, die mehrere Seiten füllen.

### Der lyrische Trinkspruch
Trinksprüche in Gedichtform sind die einprägsamsten und wahrscheinlich auch bekanntesten. In Deutschland sind sie seit dem Mittelalter in Form von Leberreimen bekannt. Anscheinend galten sie im 19. Jahrhundert als veraltet und sind erst wieder über den britischen Brauch des Toasts nach Deutschland gelangt.
Es leben die Poeten!

Die erhabenen begrabenen

Und die strebenden lebenden,
sinnig waltenden,

innig entfaltenden,

minnig gestaltenden,
klangentzückten entzückenden,

sangbeglückten beglückenden,
bei Erlebnissen,

bei Begebnissen,

bei Begräbnissen,

bei Hoch-

und bei noch

andern Zeiten

und Gelegenheiten —
Es leben alle Poeten auf Erden,

Die's heute schon sind oder morgen noch werden!

### Im Kollektiv
Der gemeinsam mit der Gruppe vorgetragene Trinkspruch, meist in lyrischer Form, gleicht in gefestigten Gruppengefügen oft einem zeremoniellen Ritual. Dabei wird der Trinkspruch manchmal auch mit darauf abgestimmter Gestik oder Mimik ergänzt.
Im Wesentlichen hat der gemeinsame Trinkspruch eine Festigung der Gruppenzugehörigkeit und oft auch, von den Akteuren bewusster wahrgenommen, den schnellen Alkoholrausch aller Anwesenden zum Ziel.

## Beispiele
- „Prosit!“ oder „Prost!“
- „Wohl bekomm's!“
- „Zum Wohl(e)!“
- „Hoch die Gläser!“
- „Auf uns wohl und niemand Übel!“ (lateinisch „Nobis bene, nemini male.“)[6]
- „Möwie noch een?“[7][8]